# Sigena-Urkunde
Die Sigena-Urkunde ist eine Urkunde von Kaiser Heinrich III. (HRR) vom 16. Juli 1050, welche die Leibeigene Sigena auf Betreiben ihres Herren Richolf in die Freiheit entließ. Diese Urkunde ist die erste schriftliche Erwähnung Nürnbergs und begründet heute den Stadtgeburtstag.

## Hintergrund
Außer der Sigena-Urkunde sind von Sigena keine schriftlichen Belege vorhanden. Sie durfte sich nicht ohne Erlaubnis ihres Herren vom Hof entfernen, wegziehen oder heiraten. Forscher vermuten, dass Richolf die Unfreie Sigena heiraten und mit ihr dann auch freie Kinder wollte. Auf dem Weg von Burgund nach Mitteldeutschland war Kaiser Heinrich III. in Nürnberg und hielt auf einem Königshof einen Hoftag ab. Richolf trat hierbei vor den Kaiser und führte die Magd an seiner Hand vor, um ihre Freilassung zu erwirken. Heinrich schlug Sigena eine Münze aus der Hand. Dieser sogenannte Schatzwurf („excusso denario“) ist eine der vielen Gesten, die in früheren Zeiten statt Verträgen galten. Dieser Vorgang wurde in der sogenannten Sigena-Urkunde vom 16. Juli 1050 schriftlich bestätigt. Das Dokument wird als Dauerleihgabe im Stadtarchiv Nürnberg verwahrt. Freilassungsurkunden (Denarialdiplome) dieser Art sind sehr selten. Es sind nur fünf im Original erhalten. Die Sigena-Urkunde gilt als die erste urkundliche Erwähnung der Stadt Nürnberg.

## Text

### In lateinischer Sprache
In nomine sanctae et individuae trinitatis Heinricus divina favente clementia Romanorum imperator augustus. Notum sit omnibus Christi nostrique fidelibus tam futuris quam praesenti- bus, qualiter nos per manum cuiusdam nobilis viri Richolfi dicti quandam sui iuris servam, Sigenam nomine, manu nostra de manu illius denario excusso, liberam fecimus atque ab omni iugo debitae servitutis absolvimus, ea videlicet ratione, ut praedicta Sigena tali deinceps lege ac libertate utatur, quali cetere a regibus vel ab imperatoribus manumisse hucusque sunt use. Et ut haec a nobis donatae libertatis auctoritas amodo stabilis et inconvulsa permaneat, hanc cartam inde conscriptam sigilli nostri impressione iussimus insigniri.(Siegel)
VVinitherius cancellarius vice Bardonis archican- cellarii recognovi. Data XVII kalendas Augusti anno dominicae incarnationis ML, indictione III, anno autem domini Heinrici tercii regis, secundi imperatoris, ordinationis eius XXI, regni XII, imperii IIII. Actum Noˇrenberc; feliciter amen.

### Übersetzung
Im Namen der heiligen und unteilbaren Dreifaltigkeit. Heinrich von Gottes Gnaden erhabener Römischer Kaiser. Kund sei allen unsern christgläubigen Getreuen heute und künftig: Wir haben eine Leibeigene, Sigena mit Namen, die ein Edler namens Richolf uns an seiner Hand vorführte, und die ihm gehörte, frei gemacht, indem wir aus ihrer Hand einen Pfennig mit unserer Hand herausschlugen. Wir haben sie ganz vom Joch der Hörigkeit gelöst, so dass die genannte Sigena von nun an das gleiche Recht und die gleiche Freiheit genießen soll, wie sie die übrigen von Königen oder Kaisern freigelassenen Leibeigenen bisher genossen haben. Und damit eine solche von uns geschenkte Freiheit nunmehr ihre dauerhafte und unverletzliche Rechtskraft behalte, haben wir diese Urkunde daraufhin ausgefertigt und durch Eindrücken unseres Siegels beglaubigen lassen. (Siegel)
Ich, Winitherius, Kanzler, habe in Vertretung des Erzkanzlers Bardo die Richtigkeit geprüft. Gegeben am 16. Juli im Jahre der Fleischwerdung des Herrn 1050, im 3. römischen Steuerjahr, aber im 21. Jahr der Einsetzung des Herrn Heinrich, des dritten Königs und des zweiten Kaisers dieses Namens, im 12. Jahr seiner Königswürde, im 4. Jahr seines Kaisertums. Geschehen zu Norenberc. Glückauf! Amen.

## Aussehen der Urkunde
Die Urkunde war in lateinischer Sprache abgefasst und ist auf Pergament geschrieben. Die Namen Richolf und Sigena sind in dem übrigen Schrifttext, der wohl schon vorgefertigt war, eingesetzt. Die Hofkanzlei hatte, wenn der König auf Reisen war, immer einen gewissen Vorrat von bereits geschriebenen Schenkungs- oder Beleihungsurkunden bei sich. Die Echtheit der Urkunden wurde oft doppelt bestätigt (Siegel und Monogram). Auf der vorliegenden Sigena-Urkunde genügte das Siegel.